# Jean-Pierre Stadler
Jean-Pierre Stadler (16 settembre 1998) è un giocatore di football americano svizzero che gioca nel ruolo di defensive lineman per i Tirol Raiders.